# Liste der National Historic Sites of Canada in Saskatchewan
Diese Liste beinhaltet alle Bauwerke, Objekte und Stätten in der kanadischen Provinz Saskatchewan, die den Status einer National Historic Site of Canada (frz. lieu historique national du Canada) besitzen. Das Historic Sites and Monuments Board of Canada, als Behörde im Geschäftsbereich des kanadischen Bundesumweltministeriums, nahm bisher (Stand: Dezember 2022) 48 Stätten in diese Liste auf. Von diesen Stätten werden zurzeit zehn von Parks Canada verwaltet.

## National Historic Sites
| Historische Stätte                                 | Datum             | Kenn- zeichnung | Standort                                                 | Beschreibung | Foto                               |
| -------------------------------------------------- | ----------------- | --------------- | -------------------------------------------------------- | --- | ---------------------------------- |
| Addison Sod House                                  | 1911 (Bauende)    | 2003            | Oakdale No. 320 51° 28′ 0″ N, 109° 10′ 0″ W              | Seltenes und außerordentlich gut erhaltenes Grassodenhaus. |                                    |
| Altes Rathaus                                      | 1893 (Bauende)    | 1984            | Prince Albert 53° 12′ 7″ N, 105° 45′ 31″ W               | Seltenes erhalten gebliebenes Rathaus in der Prärie aus dem 19. Jahrhundert. | Altes Rathaus                      |
| Bahnhof Biggar                                     | 1910 (Bauende)    | 1976            | Biggar 52° 3′ 13″ N, 107° 59′ 11″ W                      | Typischer Bahnhof des frühen 20. Jahrhunderts, der den Einfluss der Grand Trunk Pacific Railway auf den Westen Kanadas widerspiegelt. | Bahnhof Biggar                     |
| Bahnhof Saskatoon                                  | 1908 (Bauende)    | 1976            | Saskatoon 52° 7′ 56″ N, 106° 40′ 16″ W                   | Bahnhof der Canadian Pacific Railway im Château-Stil (Neorenaissance). | Bahnhof Saskatoon (CPR)            |
| Batoche                                            | 1885 (Schlacht)   | 1923            | St. Louis No. 431 52° 45′ 10″ N, 106° 7′ 2″ W            | Dorf der Métis und Stätte der Entscheidungsschlacht der Nordwest-Rebellion von 1885. | Batoche                            |
| Battleford Court House                             | 1909 (Bauende)    | 1980            | Battleford 52° 44′ 0″ N, 108° 19′ 0″ W                   | Neuromanisches Ziegelsteinhaus; stellvertretend für die Gerichtsgebäude, die nach der Gründung der Provinz Saskatchewan im Jahr 1905 entstanden. | Battleford Court House             |
| Canadian Bank of Commerce                          | 1907 (Bauende)    | 1976            | Watson 52° 7′ 44″ N, 104° 31′ 27″ W                      | Seltenes noch erhaltenes Beispiel eines Bankgebäudes in Fertigbauweise im Westen Kanadas. | Canadian Bank of Commerce          |
| Carlton House                                      | 1795 (Errichtung) | 1976            | Duck Lake No. 463 52° 49′ 16″ N, 106° 29′ 24″ W          | Standort eines Handelspostens der Hudson’s Bay Company von 1795 bis 1885. | Carlton House                      |
| Claybank-Ziegelfabrik                              | 1914 (Eröffnung)  | 1994            | Elmsthorpe No. 100 50° 3′ 0″ N, 105° 14′ 0″ W            | Ehemalige Ziegelei, alle Fabrik- und Betriebsgebäude aus dem frühen 20. Jahrhundert sind erhalten geblieben. | Claybank-Ziegelfabrik              |
| College Building                                   | 1912 (Bauende)    | 2001            | Saskatoon 52° 8′ 12″ N, 106° 37′ 51″ W                   | Gebäude der University of Saskatchewan; Hauptbestandteil eines neugotischen Gebäudekomplexes, das zu den schönsten Kanadas zählt. | College Building                   |
| Cumberland House                                   | 1774 (Gründung)   | 1924            | Cumberland Lake 53° 57′ 35″ N, 102° 15′ 53″ W            | Von Samuel Hearne errichteter Handelsposten der Hudson’s Bay Company. |                                    |
| Cypress-Hills-Massaker                             | 1873 (Überfall)   | 1964            | Maple Creek No. 111 49° 33′ 2″ N, 109° 53′ 20″ W         | Überfall US-amerikanischer Wolfsjäger auf eine Gruppe von Assiniboine; einer der Auslöser zur Gründung der North-West Mounted Police. | Cypress-Hills-Massaker             |
| Duchoborzen in Veregin                             | 1904 (Gründung)   | 2006            | Veregin 51° 35′ 0″ N, 102° 4′ 53″ W                      | Verteilzentrum sowie administratives und spirituelles Zentrum der Region während der ersten Siedlungsphase der russischen Duchoborzen in Kanada. | Duchoborzen in Veregin             |
| Duchoborzen-Wohnhöhle                              | 1899 (Errichtung) | 2008            | Blaine Lake No. 434 52° 45′ 17″ N, 106° 43′ 28″ W        | Einzige bekannte Schutzbehausung der Duchoborzen, die noch heute teilweise existiert. |                                    |
| Ehemalige Muscowequan Indian Residential School    | 1931 (Eröffnung)  | 2021            | Kellross No. 247 51° 20′ 29″ N, 104° 1′ 45″ W            | Eine ehemalige Residential School die 1997 als eine der letzten in Kanada geschlossen wurde. Das dreigeschossige Backsteingebäude ersetzte dabei ältere Gebäude. Die Schule geht bis 1889 zurück und wurde von der katholischen Kirche betrieben. Heute ist es das einzige bestehen geblieben Internatsgebäude in Saskatchewan und eines der wenigen verbliebenen Internatsgebäude in Kanada. |                                    |
| Esterhazy-Getreidemühle                            | 1907 (Bauende)    | 2009            | Esterhazy 50° 39′ 11″ N, 102° 4′ 16″ W                   | Seltenes Beispiel einer gänzlich erhalten gebliebenen Getreidemühle aus einer für den Aufbau der Getreideverarbeitung entscheidenden Epoche. | Esterhazy-Getreidemühle            |
| Fleming Lake of the Woods Grain Elevator           | 1895 (Bauende)    | 2008            | Fleming 50° 4′ 32″ N, 101° 30′ 42″ W                     | Eine der ältesten bekannten Getreideheber in der Prärie; 2010 durch Brand zerstört. |                                    |
| Forestry Farm Park and Zoo                         | 1913 (Eröffnung)  | 1990            | Saskatoon 52° 9′ 25″ N, 106° 34′ 58″ W                   | Zoologischer Garten und Baumschule; wichtiger Beitrag der Bundesregierung zur Aufforstung der Prärie. | Forestry Farm Park and Zoo         |
| Fort de La Corne                                   | 1753 (Gründung)   | 1926            | Kinistino No. 459 53° 9′ 0″ N, 104° 48′ 0″ W             | Der am westlichsten gelegene französische Außenposten in Nordamerika; Standort verschiedener Pelzhandelsposten der North West Company und der Hudson’s Bay Company. |                                    |
| Fort Battleford                                    | 1876 (Bauende)    | 1923            | Battleford 52° 43′ 38″ N, 108° 17′ 46″ W                 | Hauptquartier der North-West Mounted Police. | Fort Battleford                    |
| Fort Espérance                                     | 1787 (Bauende)    | 1959            | Rocanville No. 151 50° 29′ 32″ N, 101° 34′ 39″ W         | Überreste zweier Pelzhandelsposten der North West Company. | Fort Espérance                     |
| Fort Livingstone                                   | 1875 (Bauende)    | 1959            | Livingston No. 331 51° 53′ 58″ N, 101° 57′ 44″ W         | Erstes Hauptquartier der North-West Mounted Police. | Fort Livingstone                   |
| Fort Pelly                                         | 1856 (Bauende)    | 1953            | St. Philips No. 301 51° 46′ 35″ N, 101° 59′ 51″ W        | Überreste eines Pelzhandelspostens der Hudson’s Bay Company. | Fort Pelly                         |
| Fort Pitt                                          | 1829 (Bauende)    | 1954            | Frenchman Butte No. 501 53° 39′ 1″ N, 109° 45′ 6″ W      | Standort eines Pelzhandelspostens der Hudson’s Bay Company; Unterzeichnung des Treaty No. 6. | Fort Pitt                          |
| Fort Qu'Appelle                                    | 1801 (Gründung)   | 1953            | Fort Qu'Appelle 50° 46′ 18″ N, 103° 47′ 51″ W            | Fort der Hudson’s Bay Company, Verhandlungen zum Treaty No. 4. | Fort Qu'Appelle                    |
| Fort Walsh                                         | 1880 (Bauende)    | 1924            | Maple Creek No. 111 49° 34′ 22″ N, 109° 52′ 53″ W        | Eines der ersten Forts, die von der North-West Mounted Police errichtet wurden. | Fort Walsh                         |
| Frenchman Butte                                    | 1885 (Schlacht)   | 1929            | Frenchman Butte No. 501 53° 37′ 38″ N, 109° 34′ 33″ W    | Stätte einer Schlacht zwischen den Cree und kanadischen Truppen während der Nordwest-Rebellion von 1885. |                                    |
| Government House                                   | 1891 (Bauende)    | 1968            | Regina 50° 27′ 14″ N, 104° 38′ 52″ W                     | Residenz des Vizegouverneurs der Nordwest-Territorien von 1891 bis 1905. | Government House                   |
| Gravelbourg Ecclesiastical Buildings               | 1918 (Bauende)    | 1995            | Gravelbourg 49° 52′ 20″ N, 106° 33′ 26″ W                | Kathedrale, Bischofsresidenz und Konventschule des Bistums Gravelbourg, einer französischsprachigen katholischen Kolonie in der Prärie. | Gravelbourg Kathedrale             |
| Gray-Begräbnisstätte                               |                   | 1973            | Swift Current No. 137 50° 20′ 38″ N, 107° 52′ 43″ W      | Eine der ältesten Begräbnisstätten der Prärie-Indianer, ca. 3000 v. Chr. | Gray-Begräbnisstätte               |
| Holy Trinity Church                                | 1860 (Bauende)    | 1970            | Stanley Mission 55° 25′ 3″ N, 104° 33′ 2″ W              | Frühe anglikanische Missionskirche im neugotischen Stil, ältestes Gebäude von Saskatchewan. | Holy Trinity Church                |
| Humboldt Post Office                               | 1912 (Bauende)    | 1977            | Humboldt 52° 11′ 56″ N, 105° 7′ 22″ W                    | Neuromanisches Postgebäude, widerspiegelt das Wachstum des Westens. | Humboldt Post Office               |
| Île-à-la-Crosse                                    | 1779 (Gründung)   | 1954            | Île-à-la-Crosse 55° 27′ 0″ N, 107° 53′ 0″ W              | Pelzhandelsposten der Hudson’s Bay Company. | Île-à-la-Crosse                    |
| Keyhole Castle                                     | 1913 (Bauende)    | 1975            | Prince Albert 53° 11′ 43″ N, 105° 45′ 6″ W               | Historisches Gebäude im Queen-Anne-Stil. |                                    |
| Marr Residence                                     | 1884 (Bauende)    | 2014            | Saskatoon 52° 7′ 7″ N, 106° 39′ 48″ W                    | Eins der ältesten Gebäude in Saskatoon an seinem ursprünglichen Standort. Das im Second-Empire-Stil errichtete Gebäude war eines von mehreren Häusern, die während der Nordwest-Rebellion als Feldlazarett beschlagnahmt wurden. | Marr Residence                     |
| Melville Railway Station                           | 1908 (Bauende)    | 2016            | Melville 50° 55′ 34″ N, 102° 48′ 27″ W                   | Ein wichtiger Bahnhof der Grand Trunk Railway bei der Besiedlung und Entwicklung des Westens. Das Design des Gebäudes ist mit seinen zwei Giebeln, dem hohen Walmdach und seinen Gauben einzigartig in Saskatchewan und bleibt das einzige seiner Art. | Melville Station                   |
| Montgomery Place                                   | 1945 (Baubeginn)  | 2016            | Saskatoon 52° 6′ 40″ N, 106° 43′ 44″ W                   | Montgomery Place ist eine nach dem Zweiten Weltkrieg errichtete Gemeinde für Veteranen. Sie ist ein Beispiel des „Veterans Land Act“ und veranschaulicht die damaligen Vorteile der „Veterans Charter“. | Montgomery Place                   |
| Moose Jaw Court House                              | 1909 (Bauende)    | 1981            | Moose Jaw 50° 23′ 37″ N, 105° 32′ 14″ W                  | Gerichtsgebäude im Beaux-Arts-Stil; Symbol des Justizwesens in einer neuen Provinz. |                                    |
| Motherwell Homestead                               | 1882 (Bauende)    | 1966            | Abernethy No. 186 50° 43′ 8″ N, 103° 25′ 30″ W           | Farm des renommierten Politikers und wissenschaftlichen Landwirts William Richard Motherwell. | Motherwell Homestead               |
| Next of Kin Memorial Avenue                        | 1923 (Bauende)    | 1992            | Saskatoon 50° 43′ 8″ N, 103° 25′ 30″ W                   | Straße der Erinnerung im Gedenken an die Soldaten des Ersten Weltkriegs. | Next of Kin Memorial Avenue        |
| Old Government House / Saint-Charles Scholasticate | 1879 (Bauende)    | 1973            | Battleford 52° 42′ 43″ N, 108° 18′ 29″ W                 | Regierungssitz der Nordwest-Territorien. | Old Government House               |
| Parlamentsgebäude von Saskatchewan                 | 1912 (Bauende)    | 2005            | Regina 50° 25′ 57″ N, 104° 36′ 54″ W                     | Parlamentsgebäude der Legislativversammlung von Saskatchewan mit umliegender Parklandschaft. | Parlamentsgebäude von Saskatchewan |
| Schlacht am Cut Knife Hill                         | 1885 (Schlacht)   | 1923            | Poundmaker 52° 50′ 22″ N, 108° 57′ 47″ W                 | Zurückgeschlagener Angriff der kanadischen Armee und Milizen auf die Cree während der Nordwest-Rebellion von 1885. | Schlacht von Cut Knife Hill        |
| Schlacht von Duck Lake                             | 1885 (Schlacht)   | 1924            | Beardy’s and Okemasis 96 52° 49′ 27″ N, 106° 16′ 27″ W   | Erste Schlacht der Nordwest-Rebellion von 1885. | Schlacht von Duck Lake             |
| Schlacht am Fish Creek                             | 1885 (Schlacht)   | 1923            | Fish Creek No. 402 52° 33′ 0″ N, 106° 10′ 51″ W          | Stätte einer Schlacht zwischen den Métis und kanadischen Truppen. | Schlacht am Fish Creek             |
| Seager Wheeler’s Maple Grove Farm                  | 1898–1928         | 1994            | Rosthern No. 403 52° 40′ 25″ N, 106° 13′ 5″ W            | Typische Weizenfarm des frühen 20. Jahrhunderts nach dem Modell des Agronomen Seager Wheeler. | Seager Wheeler’s Maple Grove Farm  |
| Steele Narrows                                     | 1885 (Gefecht)    | 1950            | Loon Lake No. 561 54° 2′ 26″ N, 109° 18′ 34″ W           | Letztes Gefecht der Nordwest-Rebellion von 1885. |                                    |
| The John and Olive Diefenbaker Museum              | 1912 (Bauende)    | 2017            | Prince Albert 53° 11′ 46″ N, 105° 45′ 43″ W              | Wohnhaus von John Diefenbaker, „the man from Prince Albert“. |                                    |
| Vogelschutzgebiet Last Mountain Lake               | 1887 (Gründung)   | 1987            | Last Mountain Valley No. 250 51° 20′ 0″ N, 105° 15′ 0″ W | Erstes Schutzgebiet für Wasservögel in Nordamerika. | Last Mountain Lake Bird Sanctuary  |
| Wanuskewin                                         |                   | 1986            | Corman Park No. 344 52° 13′ 25″ N, 106° 35′ 42″ W        | Ansammlung von kulturellen Stätten der Prärie-Indianer. | Wanuskewin                         |